# بتر پلیس (شرکت)
بتر پلیس (انگلیسی: Better Place) شرکت ترابری اسرائیلی آمریکایی است، که در سال ۲۰۰۷ تأسیس شد.